# Coordinamento delle organizzazioni per il servizio volontario
Il Coordinamento delle organizzazioni per il servizio volontario, in acronimo COSV, è un'associazione di volontariato senza scopo di lucro fondata nel 1968. Il COSV fa parte di  LINK 2007 - Cooperazione in Rete, e dell'Associazione delle ONG della Lombardia - CoLomba. L'organizzazione ha sede a Milano e Roma.

## Attività
La missione del COSV è affrontare i problemi del sottosviluppo e promuovere una "cultura della cooperazione" intesa come solidarietà tra i popoli e lotta contro meccanismi, anche soltanto informativi, che creano disuguaglianze.
I settori di intervento del COSV sono:
- salute: assistenza sanitaria di base, medicina preventiva, salute materno-infantile
- diritti umani: sostegno alla società civile, capacity building e sostegno alle reti sud-sud
- agricoltura e zootecnica: riforestazione, agricoltura, conservazione e sviluppo delle colture tradizionali
- ambiente: difesa dell'ambiente
- formazione professionale: formazione degli adulti per i settori tecnici intermedi
- educazione: con particolare attenzione alle scuole primarie
- riabilitazione e habitat: riabilitazione delle strutture pubbliche di servizio, ospedali, scuole, centri di salute
- progetti produttivi: sostegno alla micro-imprenditorialità, all'artigianato e supporto alle forme tradizionali di risparmio
- aiuti umanitari: interventi nelle fasi immediatamente seguenti alle crisi ed emergenze, tanto ambientali che sociali, in una prospettiva di sostegno alle comunità locali e di prevenzione dei rischi futuri. Il COSV fa parte dell'Agenzia italiana per la risposta alle emergenze

Il COSV opera in Africa, America Latina, Asia e Europa. In particolare l'organizzazione è presente in Bolivia, Ecuador, Italia, Kosovo, Libano, Macedonia, Marocco, Mozambico, Perù, Serbia e Montenegro, Siria, Somalia, Sudan e Zimbabwe.
L'organizzazione ha un centro di documentazione online. Il COSV promuove anche il progetto ALTRE ARTI con l'obiettivo di far conoscere la produzione culturale dei paesi in cui l'organizzazione è impegnata. All'interno di questo progetto il COSV ha realizzato esposizioni fotografie e di artigianato e arte tessile (proveniente dalla Bolivia, dal Guatemala e dall'Africa); mostre di arte contemporanea africana (in particolare di scultura Shona dello Zimbabwe e produzione d'arte del Kenya), di artisti dello Sri Lanka e di strumenti musicali dell'Africa.